# Psammotettix furcatus
Psammotettix furcatus är en insektsart som beskrevs av Logvinenko 1977. Psammotettix furcatus ingår i släktet Psammotettix och familjen dvärgstritar. Inga underarter finns listade i Catalogue of Life.